# Гуцули
Гуцу́ли — етнографічна група українців, яка проживає у Карпатах та які, за однією з версій, є нащадками найстародавнішого племені літописних уличів. Гуцули проживають в таких адміністративно-територіальних областях України як Івано-Франківська, Чернівецька і Закарпатська (Верховинський, південна частина Косівського й Надвірнянського районів Івано-Франківської області, Путильський та південна частина Вижницького району Чернівецької області, більша частина Рахівського району Закарпатської області). Територія Гуцульщини в Україні — 6,5 тис. км², хоча також проживають на півночі Румунії — на Мармарощині та південній Буковині.
Гуцули є чи не єдиною групою українського етносу, для якої вівчарство завжди було провідною галуззю господарства.
Український лінгвіст Бронислав Кобилянський на основі аналізу гуцульсько-покутського діалекту й історичних даних висунув гіпотезу про те, що предками населення Гуцульщини й Покуття були племена східних слов'ян — уличів (південь Наддніпрянщини від Дністра) і тиверців (край між Дністром і Карпатами), які переселилися в Карпати і асимілювались з місцевим населенням.

## Походження назви
Етимологія етноніма «гуцули» досі не з'ясована. Висунуто кілька версій, які можна поділити на 6 груп:

### Гіпотеза романського походження
Гіпотеза романського походження вважається у наукових колах найбільш вірогіднішим припущенням, яке пояснює виникнення етноніма гуцули. Я.Головацький, М. Казанович, Є. Калужнянський, I. Огоновський, I. Крип'якевич, В. Гнатюк дотримувалися думки, що назва «гуцули» походить від рум. hoț-ul — «злодій», «розбійник» «опришок». 

### Гіпотеза тюркського походження
Одна група істориків (К. Мілевський, Л. Голембйовський, Ю. Коженьовський, І. Вагилевич, Ю. Федькович, А. Моргенбессер, В. Поль), етнографів, лінгвістів доводила тюркське, половецьке, печенізьке походження назви. Фольклорист і етнограф О. Кольберг стверджував, що це залишки різних кочових орд. Федькович пов'язував етнонім з тюркськими словами узи, уци.

### Походження від антропоніма
С. Витвицький пов'язував назву «гуцул» з ім'ям Гецтели — брата князя Великої Моравії Ростислава або виводив її від горулів-гунів. Львівський лінгвіст М. Худаш вказує на заплутаність різних теорій походження слова і пропонує походження гуцулів від людини на ім'я «Гуцул». Він каже: Гуцули могли свою назву успадкувати від якогось, писемно не засвідченого відгалуження слов'янського населення. Як не дивно, але науковці досі не звертають уваги на те, що Гуцул як прізвище чи прізвисько, чи ім'я згадується у підтверджувальній грамоті молдовського воєводи Штефана за XIV ст. На території Гуцульщини не виявлено жодних даних про поселення з передісторичних часів, Київської Русі та Галицько-Волинського князівства, тому конкретно твердити про появу в ці періоди самої назви гуцул немає підстав. Як свідчать історичні дані, збільшення населення Гуцульщини припадає на XIV—XVII ст. Уважний перегляд актового матеріалу переконує, що назви гуцул, Гуцульщина ще тоді не існували, або не були у широкому вжитку. Тільки з середини XVIII ст. в історичних документах зустрічаємо прізвища Гуцул, Гуцуляк, і лише на початку XIX ст. в письмових документах вже явно йдеться про гуцулів — жителів Східних Карпат.

### Гіпотеза кавказького походження
Український лінгвіст В. К. Чапленко, який у своїй статті «Походження назви гуцул», опублікованій у 1-му томі «Історії Гуцульщини» (Чикаго, 1975), претензійно заявляв, що етнонім схожий на осетинські слова гуцул та гилець, і далі, посилаючись на свою адигейську теорію, він переконує, що назва «гуцул» споріднена із словом ґудзик, куций тощо. Зрештою В. Чапленко робить висновок, що ці назви «дуже давнього походження»[джерело?].

### Гіпотеза германського походження
Макс Фасмер приводить міркування Яна Розвадовського про те, що слово потрапило до української через румунську мову і походить з гот. guta — «гот».

### Гіпотеза слов'янського походження
Ономаст Олексій Стрижак та вчений-мовознавець Броніслав Кобилянський стверджували, що самоназва гуцулів походить від старовинного племені уличів: уличі > *улучі > *улуці > *уцули (метатеза) > гуцули (протеза). Від праслов'янського топоніма *Ǫgъlъ (який тюрки засвоїли один раз за звучанням як «Інгул», а також дослівно переклали як «Єрель») отримала назву східнослов'янська людність, що замешкувала цю землю — *ǫgъliči > *угличі > уличі. Згодом «уличі», невеликою часткою разом з тиверцями переселилися на Волгу (сучасні російські міста Углич, Твер), в основі своїй мігрували (рятувалися від кочових імперій і від полянського панування) на захід вздовж Чорного моря аж до Дунаю, осівши біля моря між Дунаєм та Дністром (про це пише літописець Нестор). Свою нову землю вони теж назвали Угол, про що можна здогадуватися з турецької назви цієї землі Буджак, що означає «вугол» (куток). Самі ж нащадки уличів, витіснені турками, рушили на північний захід, прийшли аж у Карпати й стали гуцулами.
Окрім того, припускають, що «гуцул» могло бути утворене і від слов'янського кочувати (*кочул > *гочул > *гоцул > гуцул) або гуцати («підстрибувати», «підскакувати»).
На думку краєзнавця й дослідника Гуцульщини Миколи Савчука з Коломиї назва гуцул могла означати якийсь рід чи плем'я старих хорватів, які заселяли великі терени у докняжу добу. Коли в X ст. хорвати покинули Галичину під тиском інших руських племен і перебралися на Балкани, то залишилася пам'ять-назва про них, яку нав'язали новим племенам. Існує версія, що гуцули є нащадками білих хорватів.

### Баскська (доіндоєвропейська) гіпотеза
У мові басків є слово hucul, яке перекладають як «людина, яка живе у печері»[джерело?].

### Закріплення назви
Гуцули ображалися, якщо їх називали гуцулами, бо вони не були гуцулами, а лише успадкували чиюсь назву[джерело?]. Гуцули казали про себе, що вони «ирщені», себто охрещені, а не язичники та водночас називали себе руськими. Щойно у XXI столітті горяни змирилися з тим, що вони гуцули — і тепер ця назва поширилася на інші, навіть перехідні терени, аж до річки Пруту[джерело?].Наприклад, з'явився термін Коломийська Гуцульщина[джерело?]. 
Новоприбулим у село чи місто давали прізвища за місцем походження або за фахом чи ремеслом, яким новоселець чи його предки займалися, отже, і вихідцям з Гуцульщини в суміжних з нею селах давали прізвища Гуцул, Гуцуляк.

## Антропологічні особливості
У 1908 році український антрополог Федір Вовк видав працю «Антропометричні досліди українського населення Галичини, Буковини й Угорщини», згідно з якою гуцули є типовими українцями і «зв'язують між собою східноукраїнські групи з південними слов'янами».

## Гуцульський одяг
Традиційний одяг гуцулів характеризується мальовничістю і колоритністю.

### Чоловічий одяг
Чоловічий одяг складається з білої сорочки власного виробу, вишитої спереду, що пущена по штанях — «портіницях», з чорного або фарбованого на червоно сукна — узи́мку білих вовняних «ґачах», підперезаних широким ременем «чересом» — із різними прикрасами-витисками й «дармовисами». Поверх сорочки одягали «кептар», який був фактично кожушком без рукавів на якому є нашитий кольоровий сап'ян із мідними та мосяжними капелями й ґудзиками, часто прикрашений кольоровою волічкою.
За взуття правили шкіряні ходаки-постоли, прив'язані «волоками», на ноги надягали вовняні панчохи — «капчури», обплетені кольоровою волічкою. Постійно носили шкіряні торби— «тобівки», які перевішували через плече, їх завжди прикрашали витисками й мосяжними ґудзиками.
Головним убором могла бути чорна кресаня з «гальоном», трісунками й павами. На кептар вдягали сердак — «байбарак» із чорного або крашеного сукна, теж прикрашений різними нашивками й кутасами.
Молоді завжди мали при собі топірець-бартку, чи то «келеф». Літні чоловіки брали з собою палицю — «клєбука». Раніше майже в кожного гуцула за чересами (широкий складаний ремінь) були пістолі з різьбленими руків'ями, носили різьблену порохівницю з оленячого рогу через одне плече, а через друге носили рушницю-пушку.

### Жіночий одяг

Христина Стебельська в гуцульському народному вбранні, ХХ ст.

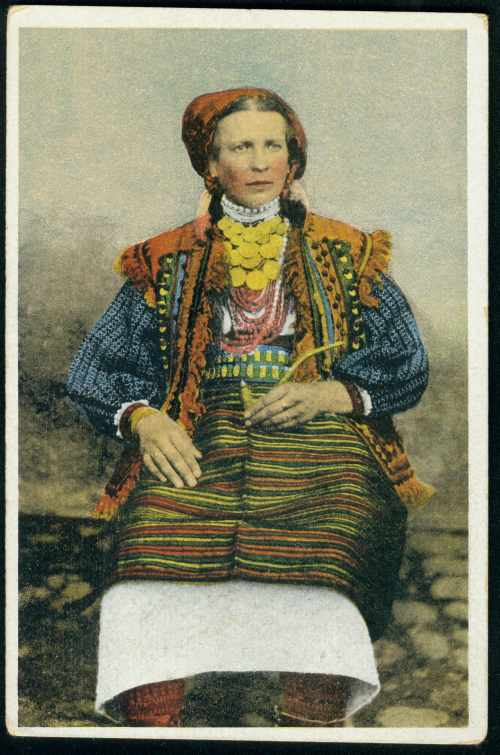
Гуцулка у святковому вбранні. Початок 1900-х рр.

Традиційний жіночий одяг гуцулів був ще барвистішим і складнішим ніж чоловічий. Не було звичаю покривати голови дівчат, вони вплітали в коси жовті «поплітки» з мосяжними «бовтицями». Елементом жіночих прикрас було також чільце.
На жіночих сорочках були вишиті «плі́чка», вишивкою вкривали також рукави — пізніше й «брацарі». Кептарики були різно нашивані або гафтовані, поверх них вдягали рясно прикрашені сердаки. Переважали червона й чорна барви з додатками жовтих, зелених, часом синіх і рожевих.
Жінки носили сорочку і дві запаски: одну ширшу ззаду і одну спереду. Запаски пов'язували червоним вовняним поясом. На ногах носили постоли. Зверху одягали як і чоловіки кептар. Дівчата на голові не носили нічого, волосся заплітали спочатку в дві коси (коски), які позаду голови переходили в одну, яку пов'язували червоною стрічкою. Жінки заплітали також косу, але стрічку не пов'язували. На голову жінки одягали чепець, зверху пов'язували чорною або червоною в квіти хусткою, кінці хустки звисали на плечі. На шиї носили кілька шнурків перлів або пацьорки, гердан. Через плече носили вовняну торбу — тайстру.

### Святковий одяг
Чоловіки в свята носили поверх кептарика також сіряк — короткий з чорного сукна, розшитий вовняними шнурами з кутасами (дармовиси). Сіряк з гранатового сукна називався — крашенек або байбарак. Святковий капелюх був прикрашений павичевим або кугутячим пір'ям та круглими кутасами. На шиї носили чорну в узори хустку. До цілого строю належав також топірець.
Сорочки святкові у жінок, були вишиті на передпліччях, або цілі рукави. Пацьорки для гуцулок робилися в Венеції і звідти їх привозили купці-жиди. Голову покривали наміткою (зробленою дома) або купленим рантухом, кінці яких були вишиті і звисали поза плечі. Зверху по рантуху або намітці пов'язували червону в квіти хустку. У святкові дні дівчата носили запаски, переткані золотою ниткою (дротяні). Такі запаски блищали вже здалека. На свята або весілля дівчата вдягали замість запасок сукню з гранатового сукна обшиту знизу золотими галонами. Підперізувалися зверху крайкою або шкіряним паском. На ноги вдягали червоні панчохи і капчурі з кольорової вовни і по них з задертими носами постоли або чоботи на високих підборах. До святкового вбрання належав ще білий каптур, а також біла хустинка. Торбу носили червоного кольору.

## Спосіб життя та культура

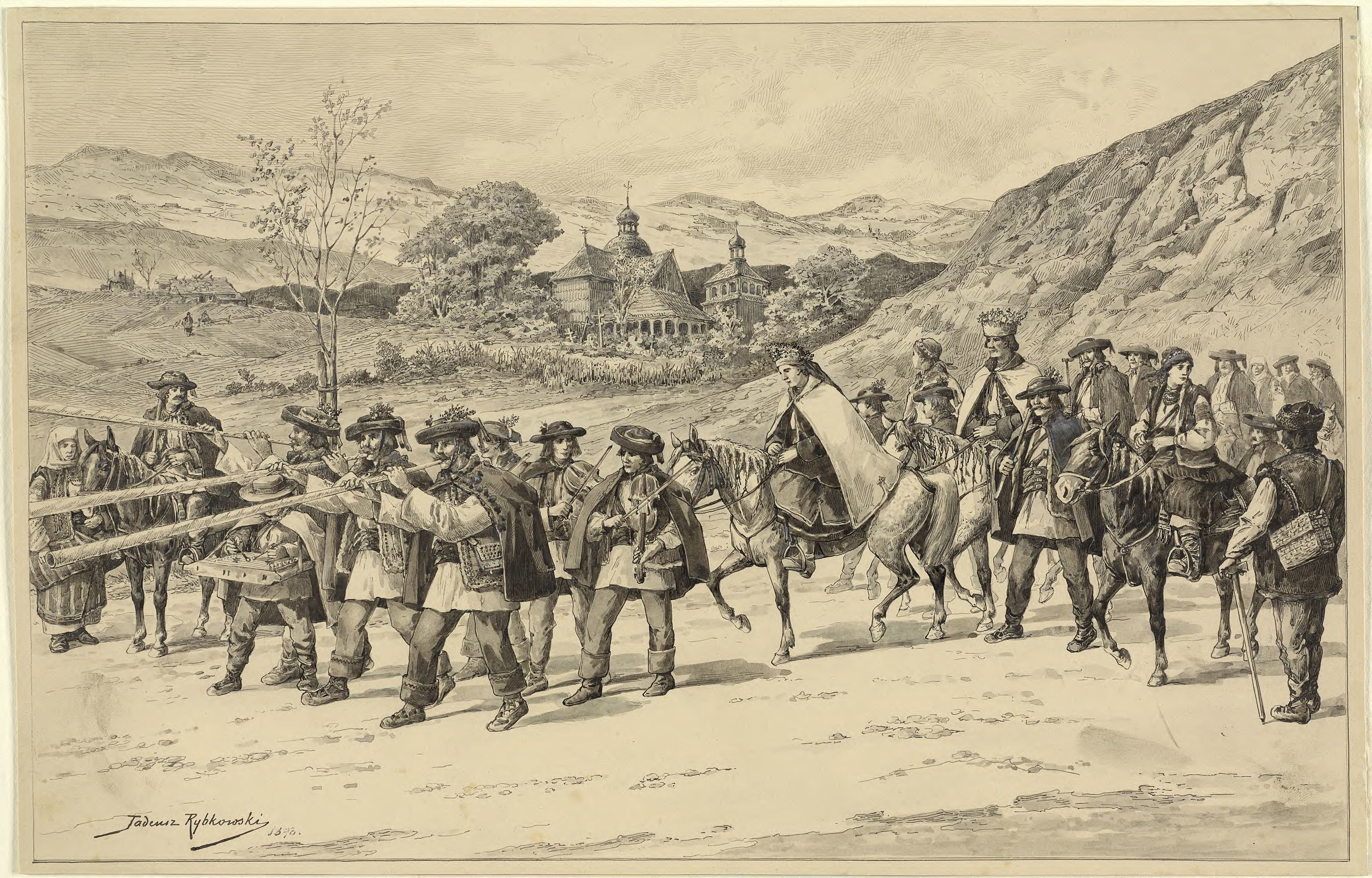
Гуцульське весілля, 1883

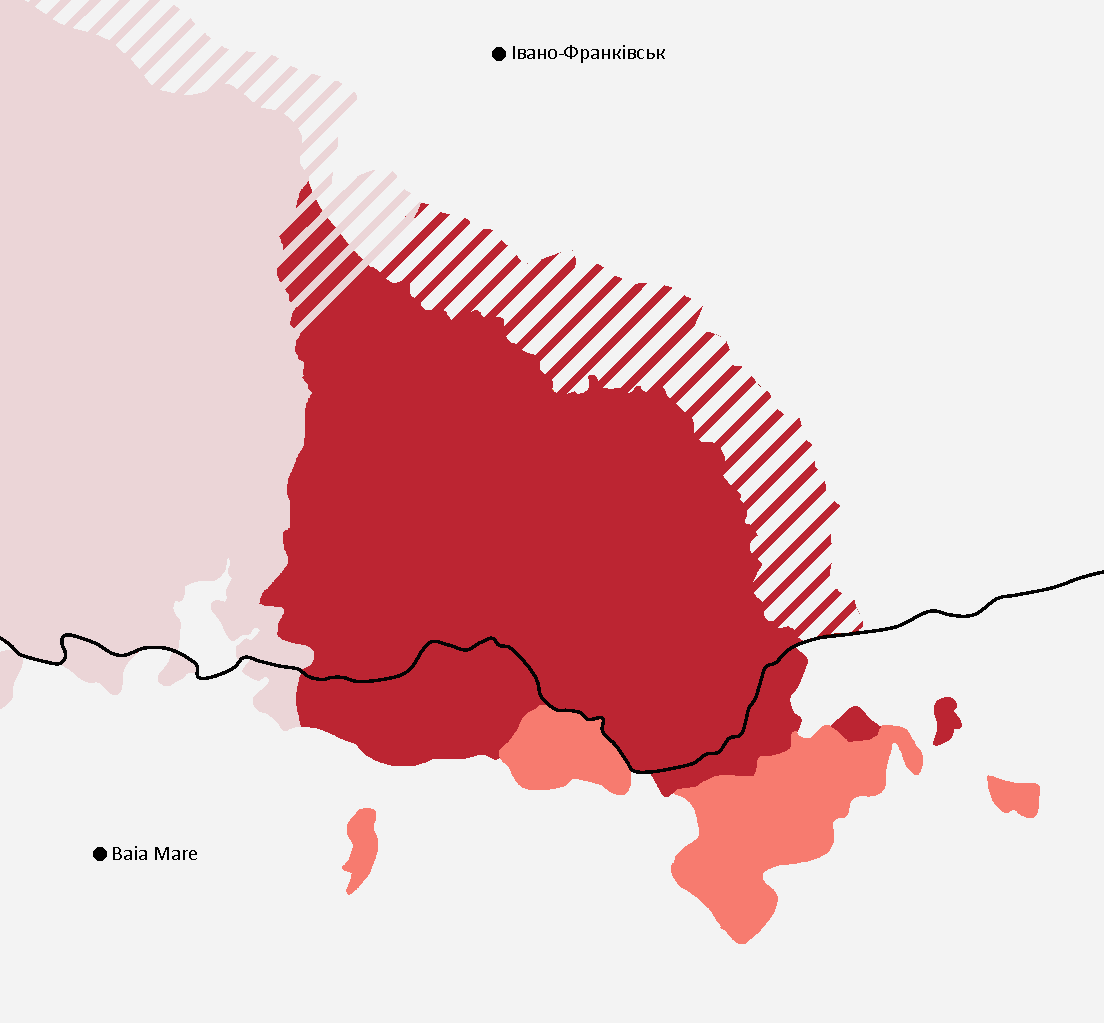
Розселення гуцулів

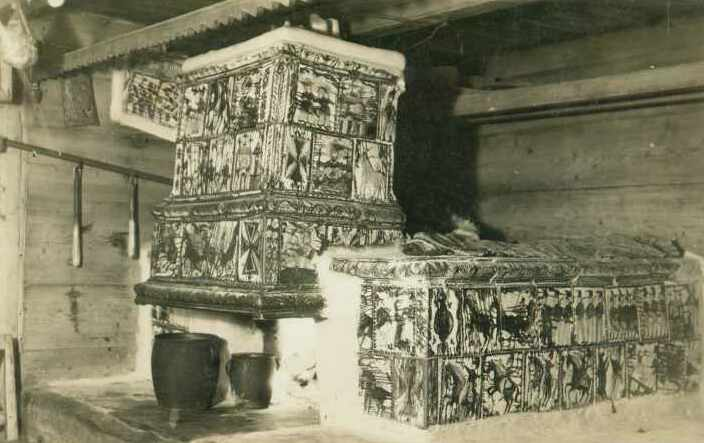
Гуцульський п'єц

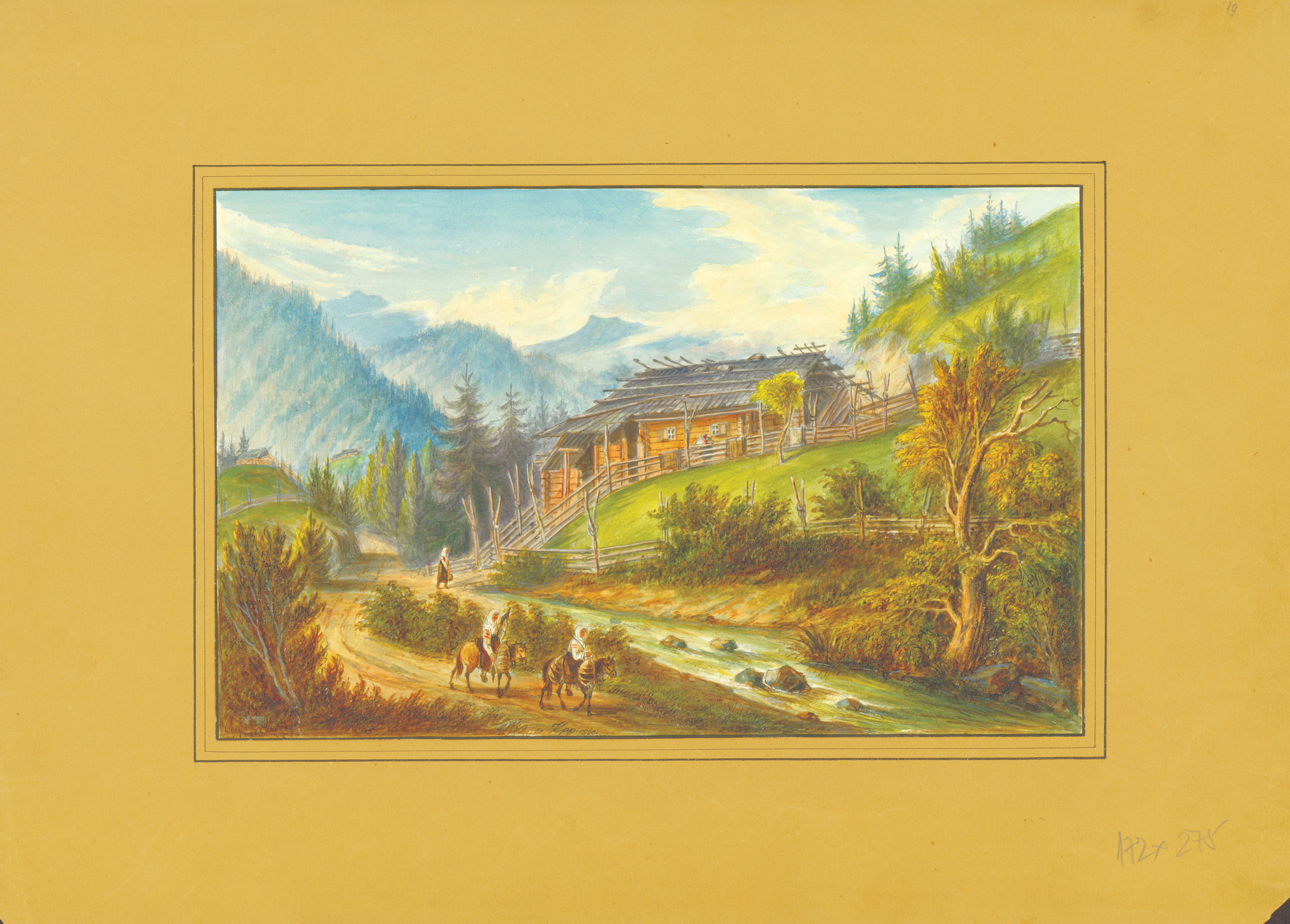
Гуцульська ґражда

Традиційна гуцульська культура часто представляється барвистою та вишуканою майстерністю їх одягу, скульптурою, архітектурою, деревообробкою, металообробкою (особливо латуні), килимарством, керамікою, та декоруванням яєць (див. писанки). Поряд з іншими традиціями, відомі також, їх пісні і танці, які відрізняють і підкреслюють їх культуру, серед народів різних країн, які населяють гуцули.
Не було жодної домівки, де б не стояла хоч одна ікона, намальована власними руками.
Такі образи гуцули малювали на склі, використовуючи олійні фарби. Що цікаво, що кольори вони ніколи не змішували і жоден колір не втратив своєї властивості. Яскраво червоний, синій, білий, жовтий створювали святкову атмосферу. 

Під час процесу роботи, гуцули вкладали в цю ікону усі цінності, побут, власну естетику, тому в кожного ці ікони були зовсім різними та екстравагантними. 

Кількість гуцулів у регіонах України за даними перепису 2001 року

Українська гуцульська культура має схожість з сусідніми культурами заходу і південного заходу України, особливо лемків і бойків. Ці групи також мають схожість з іншими слов'янськими народами-горянами, наприклад, Польщі, Словаччини, Чехії та Румунії. Більшість гуцулів належать до УГКЦ і Української Православної Церкви, але є дуже забобонними.
Гуцульське суспільство традиційно ґрунтується на лісовому господарстві та лісозаготівлях, а також розведенні великої рогатої худоби та вівчарстві; ще, гуцулам приписують створення породи коней, відомої як гуцульські поні. Одним з головних атрибутів гуцульських чоловіків, є їх бартка, маленький топірець на довгій ручці. Вони використовують унікальні музичні інструменти, у тому числі трембіту, а також кілька видів сопілок, дримбу, цимбали, які застосовуються для створення унікальних народних мелодій та ритмів.
Гуцули — неперевершені майстри різьблення, випалювання та інкрустації по дереву. Широко відомі їх гончарні вироби (кахлі, посуд), зразки художнього ткацтва, килимарства, мідного і срібного литва. Вироби гуцульського народного мистецтва відзначаються високою художньою майстерністю, багатством оригінальних форм, декоративною різноманітністю.
У Східній Галичині, перш за все, у Львові наприкінці XIX  — на початку XX століття виник архітектурний стиль Гуцульська сецесія. Особливістю стилю було використання традицій народної архітектури, що зближує його з українським модерном Наддніпрянщини.
Колоритна культура гуцулів надихала багатьох письменників (Іван Франко, Леся Українка, Михайло Коцюбинський, Василь Стефаник, Марко Черемшина, Міхаїл Садовяну, Станіслав Вінценз) і митців, таких як Казимир Сіхульський, Теодор Аксентович (відомий своїми портретами і тонкими сценами гуцульського життя), Галина Зубченко. Сергій Параджанов 1965 року зняв фільм «Тіні забутих предків» за мотивами повісті М.Коцюбинського, де зображено сцени традиційного життя гуцулів.
Щоліта у селі Шешори проходить триденний міжнародний фестиваль гуцульської народної музики та мистецтва. У місті Рахів, Закарпатської області, щорічно проводиться фестиваль «Гуцульська бриндзя» ― свято в честь повернення овець з гірських пасовищ та виготовлення овечого сиру, бриндзі та вурди. Зазвичай проводиться на початку осені.
Два музеї, пов'язані з гуцульською культурою, діють у Коломиї: Музей писанкового розпису та Національний музей народного мистецтва Гуцульщини та Покуття. Традиційні гуцульські мелос і рухи були ефективно використані українською переможницею конкурсу пісні Євробачення 2004 Русланою Лижичко.
У Румунії гуцули мають власну організацію UGAEH («Загальний союз гуцульської етнічної приналежності»), який ініціював фестиваль «Guzuls», ферму «Лучина» у селі Молдова-Суліца (Moldova-Suliţa), де розводять відомих гуцульських коней. Фестивалі стали щорічними, та, як правило, проводяться у першу неділю липня.

## Гуцули у популярній культурі
- Гуцули зображені у пригодницькому романі Гната Хоткевича «Камінна душа» (1911) та у створеному за його мотивами фільмі (1988).
- Життя гуцулів змальовано в подорожніх нотатках Мені Мюріел Дові «Дівчина в Карпатах» (A Girl in the Karpathians), яка свого часу мала таку популярність у Британії, що лише 1891 року отримала там 4 перевидання.
- Гуцули зображені у фільмі Юрія Іллєнка «Білий птах з чорною ознакою».
- Гуцули зображені у фільмі С.Параджанова «Тіні забутих предків» (1964), знятому за однойменною повістю М.Коцюбинського.
- Гуцули є головними (хоч і досить пародійними) героями у українському серіалі «Останній москаль».
- У пародійній формі стереотипи щодо гуцулів зображені в чеському фільмі «Подяка за кожний новий ранок» (1994).

## Галерея

### Фото

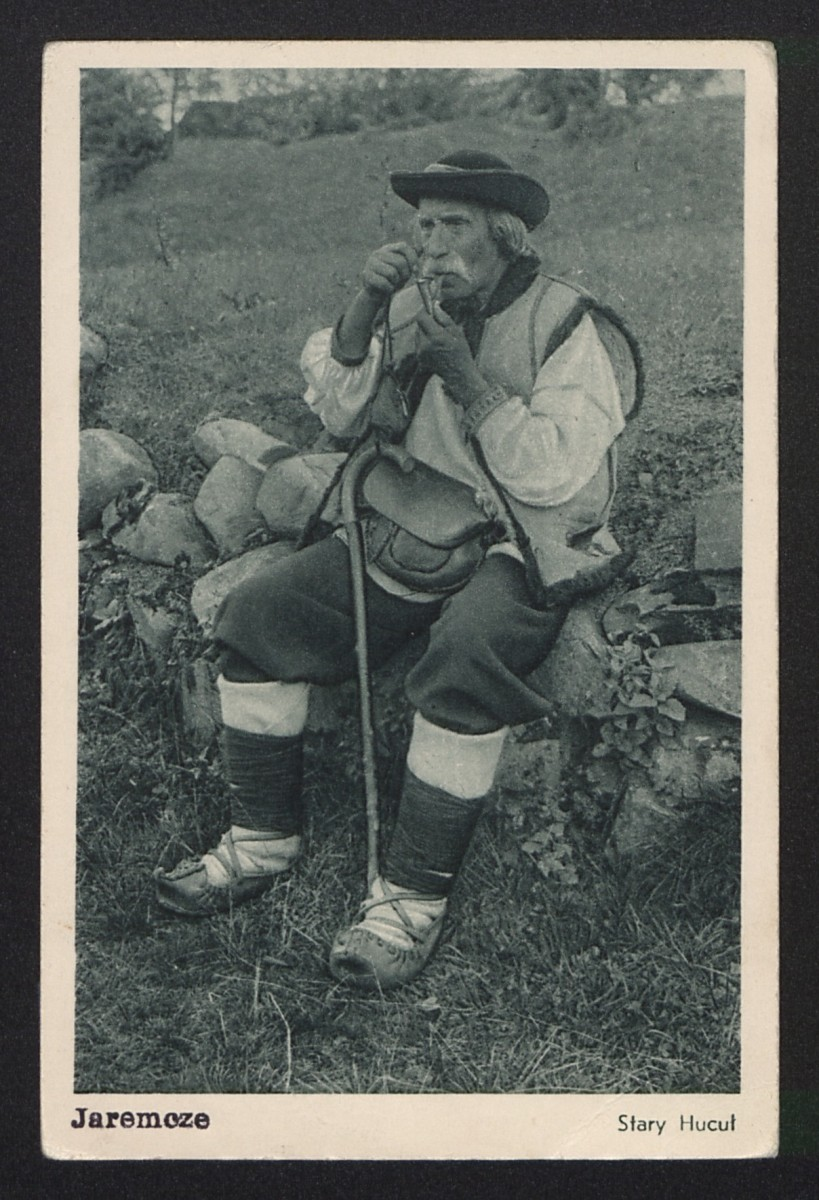
Гуцул з Яремче
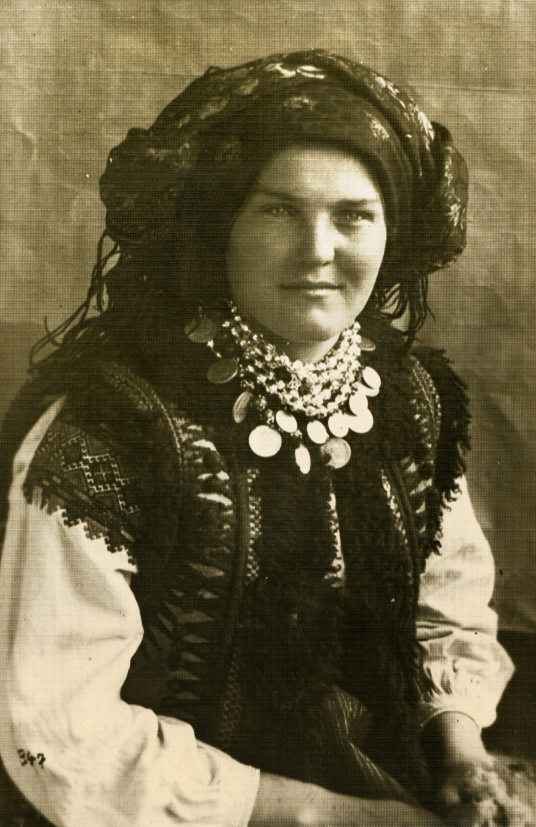
Гуцулка
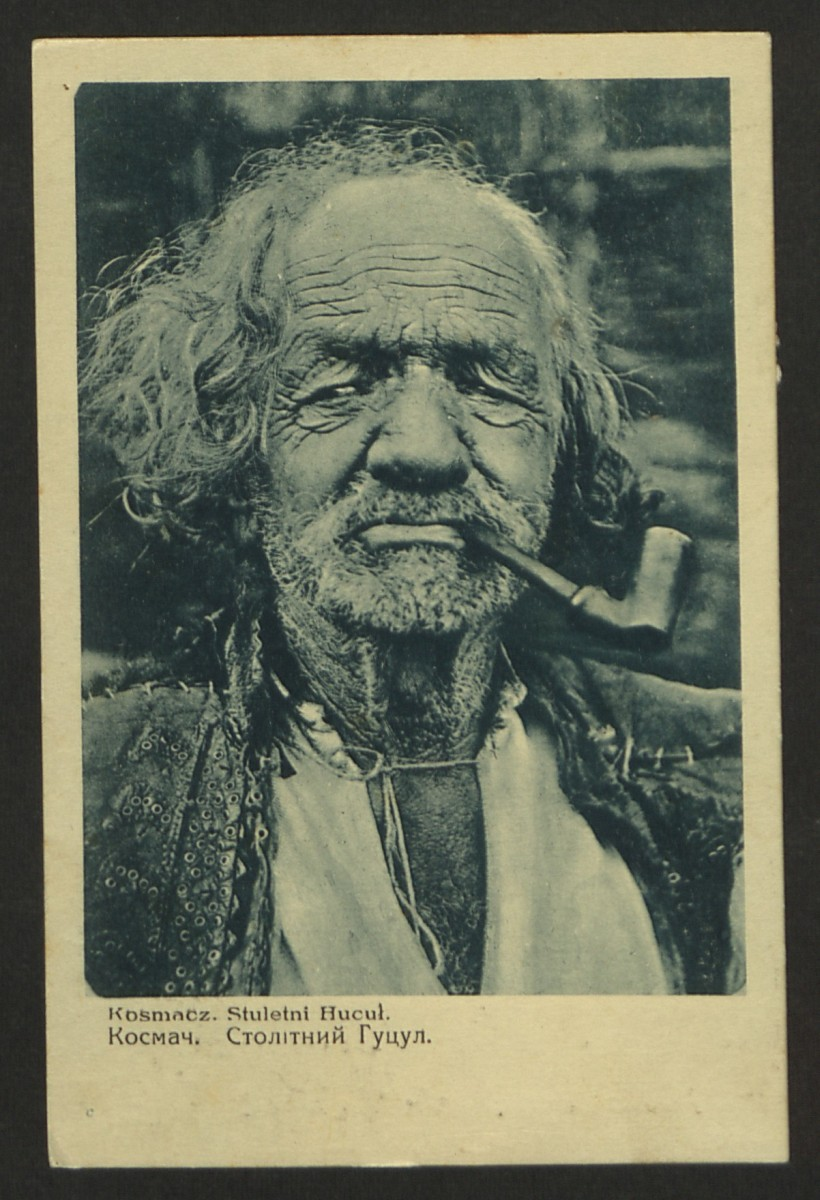
100-літній гуцул
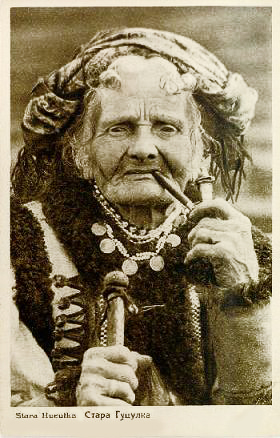
Стара гуцулка
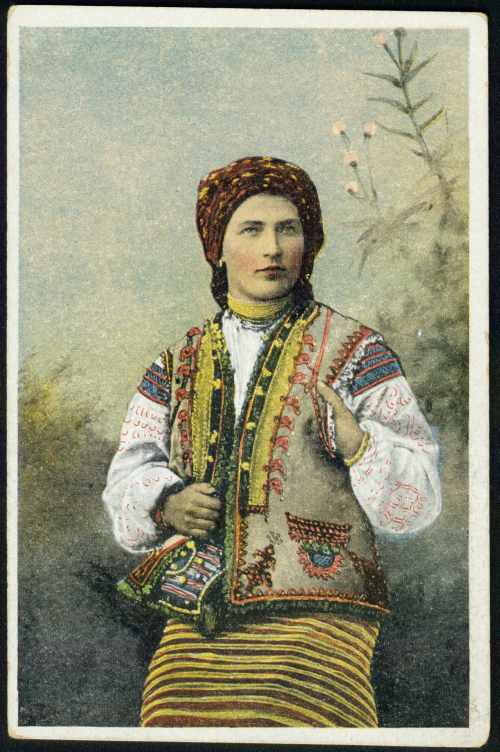
Гуцулка
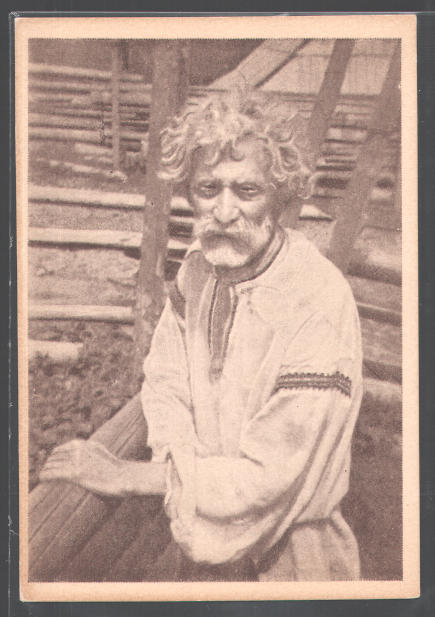
«Знаймо — хто смо» (пам'ятник Гуцулові в Рахові)
Христина Стебельська з колоритними гуцулками. Косівщина, Прикарпаття
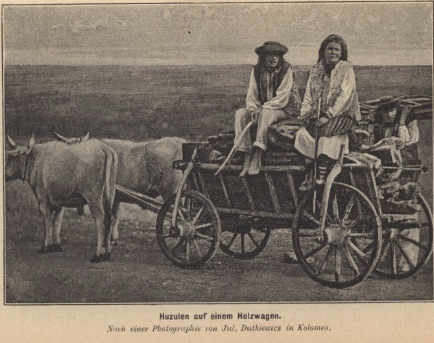

### Гуцульське мистецтво

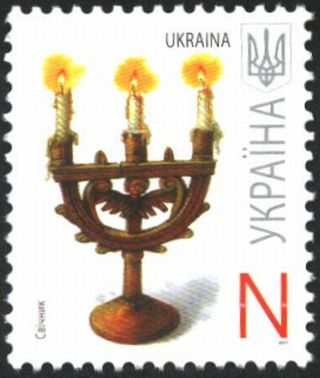
Гуцульський свічник-трійця
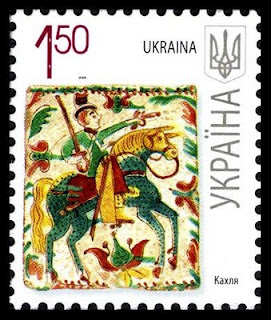
Гуцульська кахля
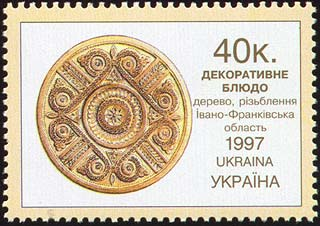
Гуцульська різьба
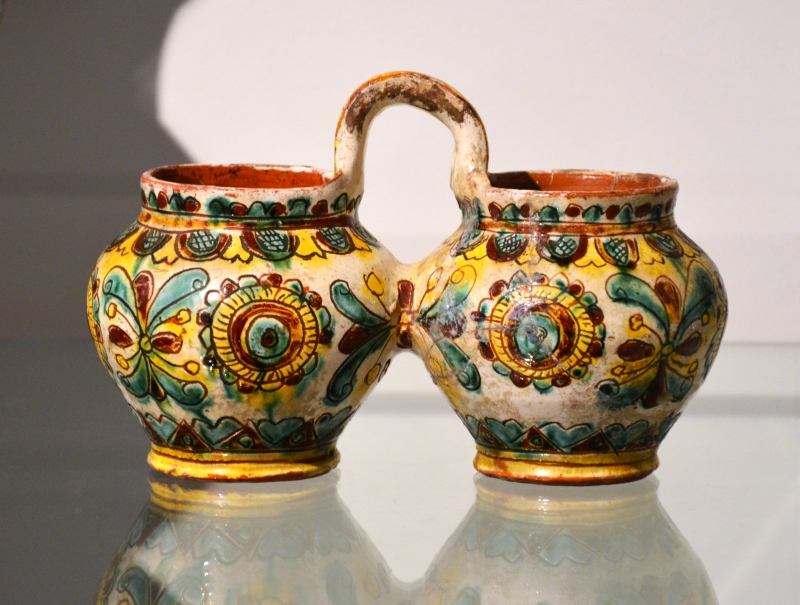
Зібрання української кераміки ХІХ ст. музею міста Санок у Польщі
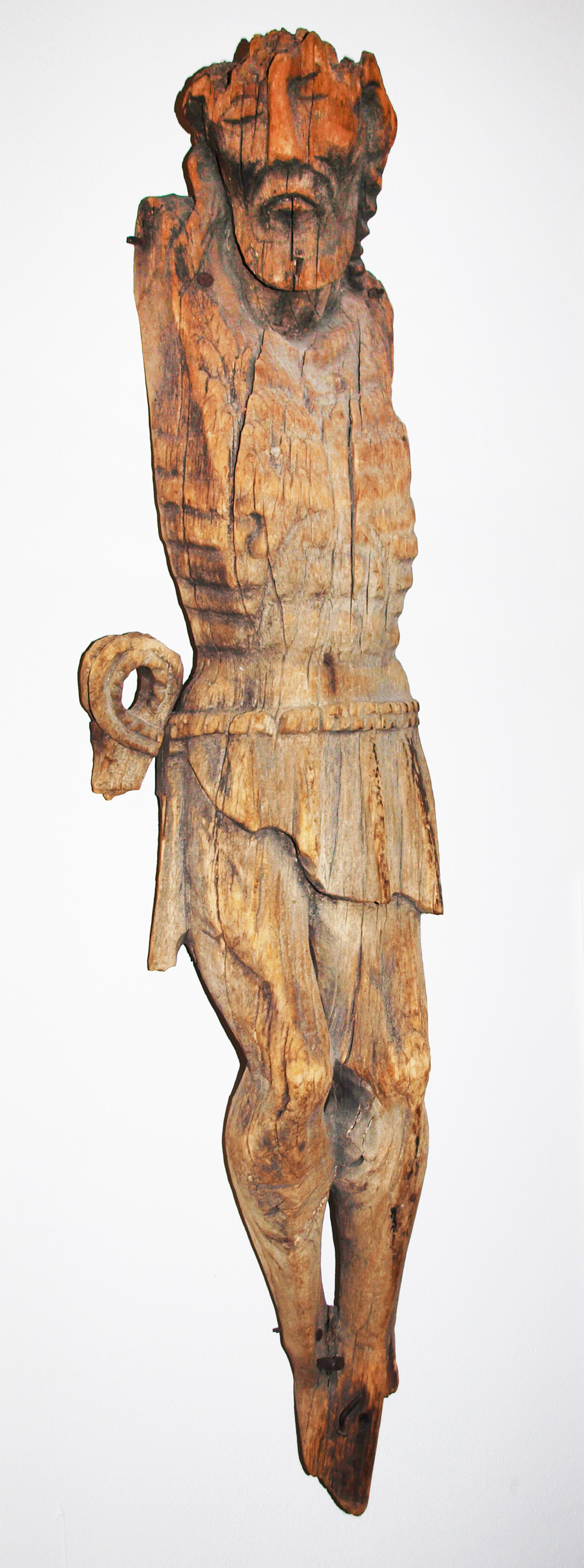
Гуцульське розп'яття, ХІХ ст. Криворівня
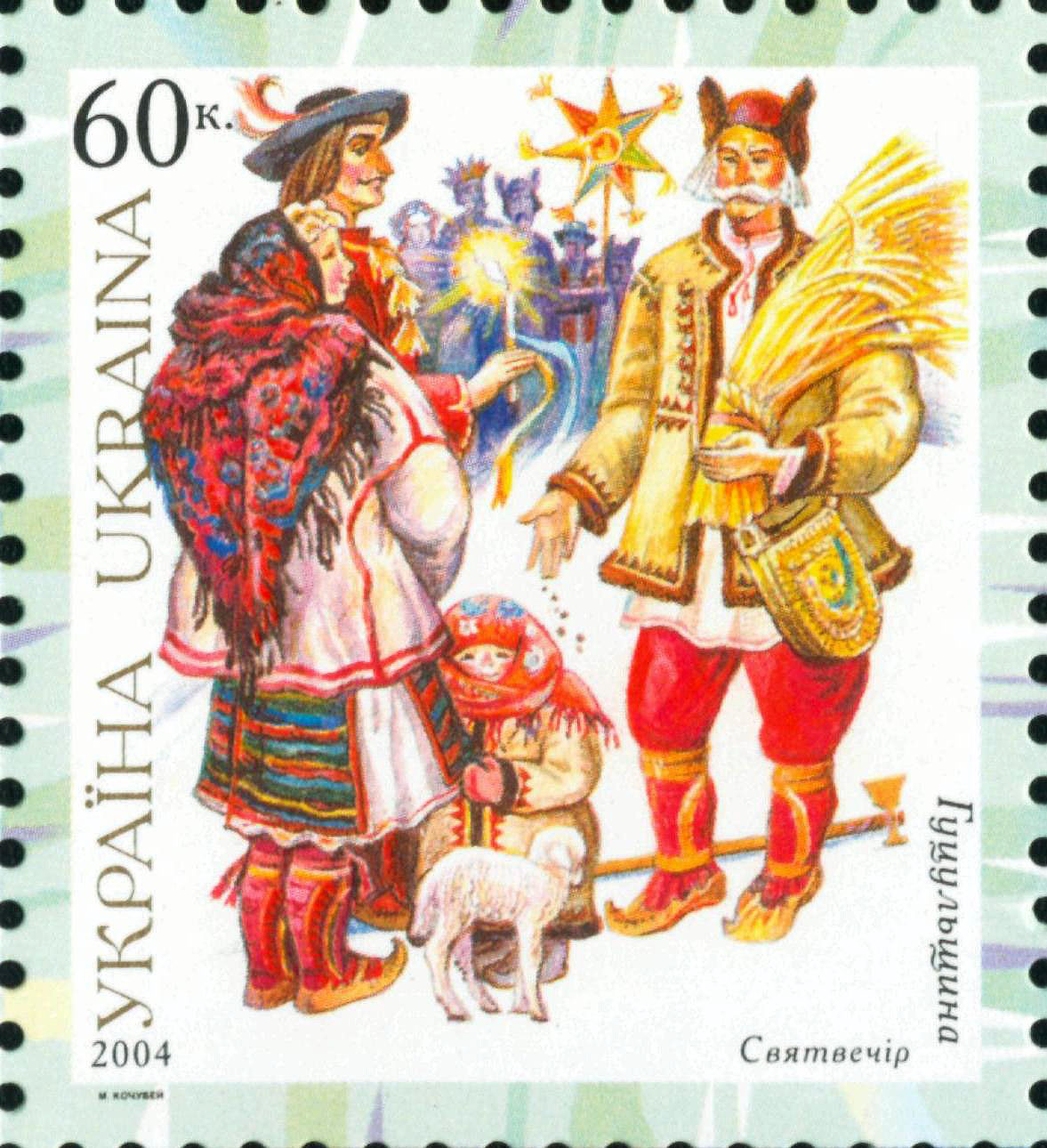
Гуцули у традиційному вбранні на марках України
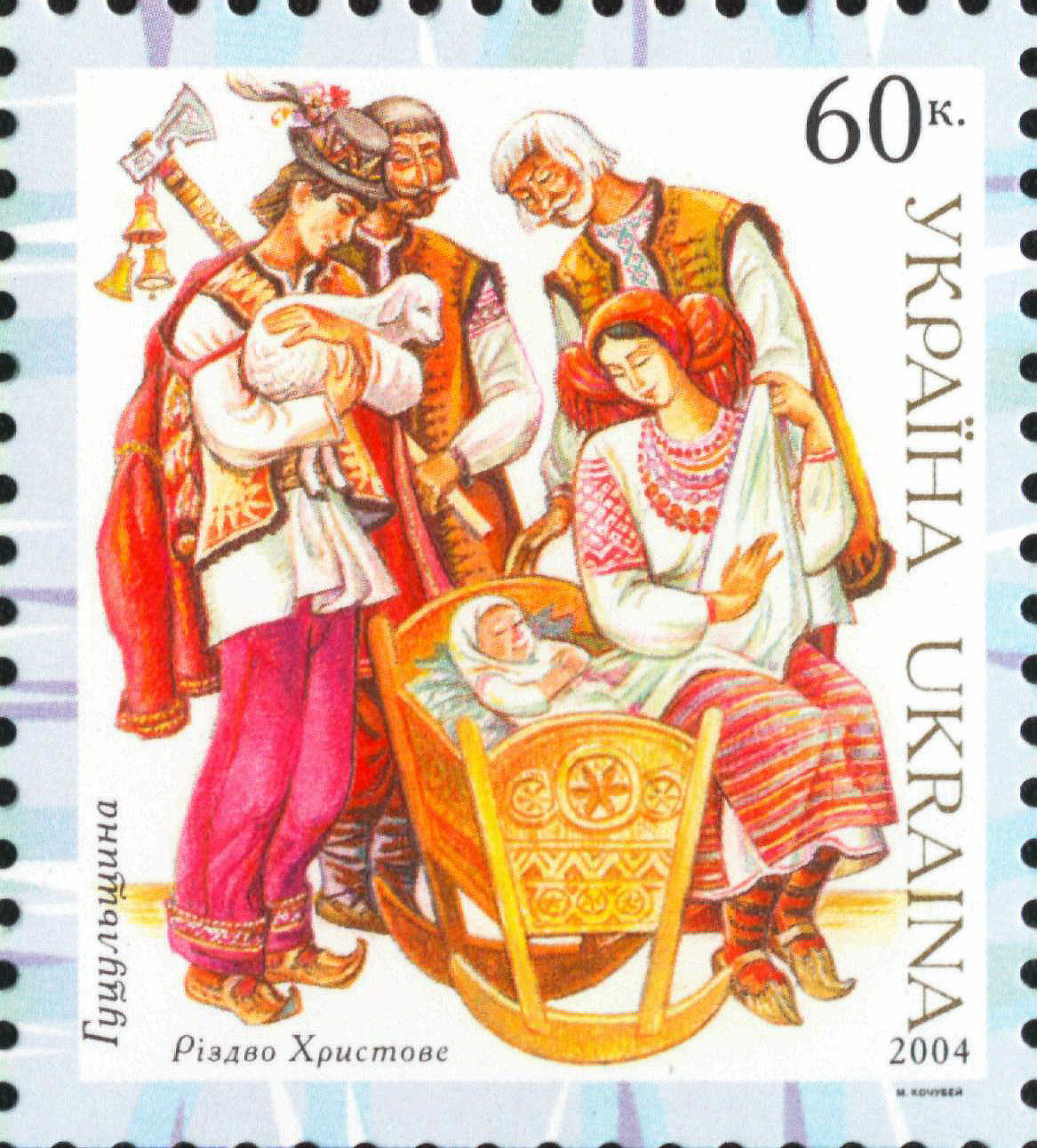
Гуцули у традиційному вбранні на марках України

### Галицькі гуцули

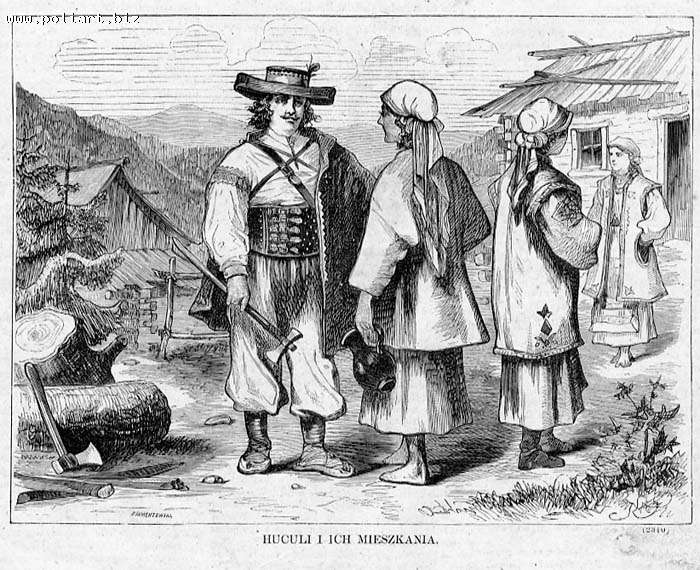
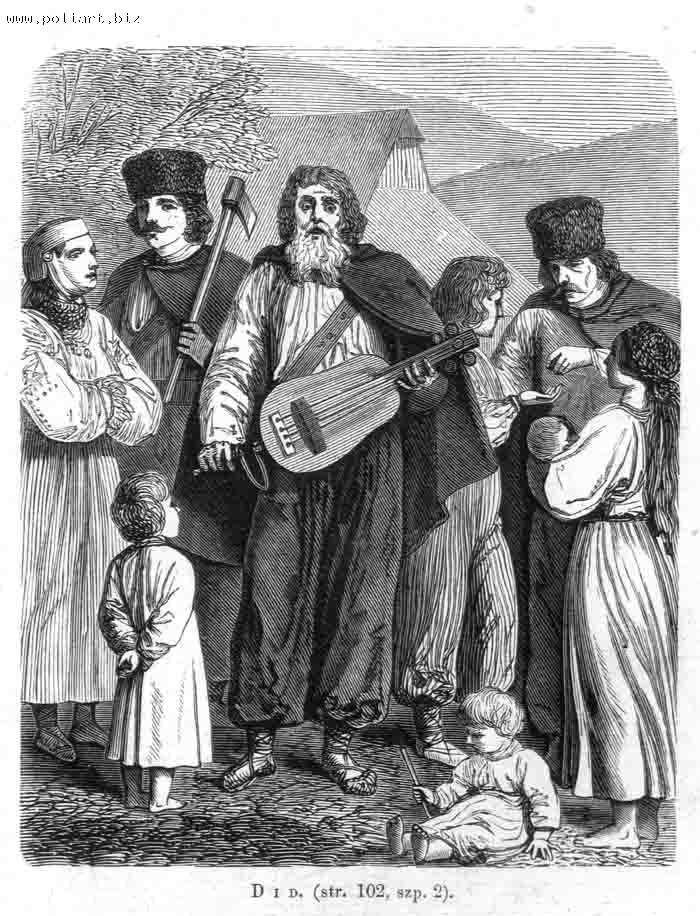
"Дід" лірник
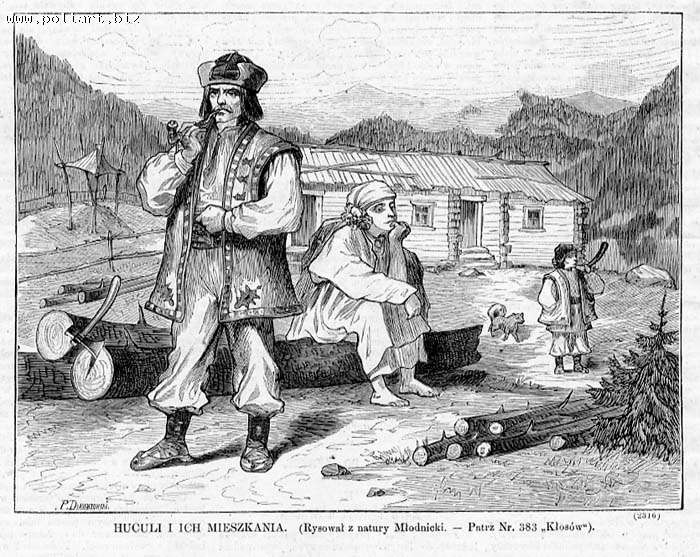
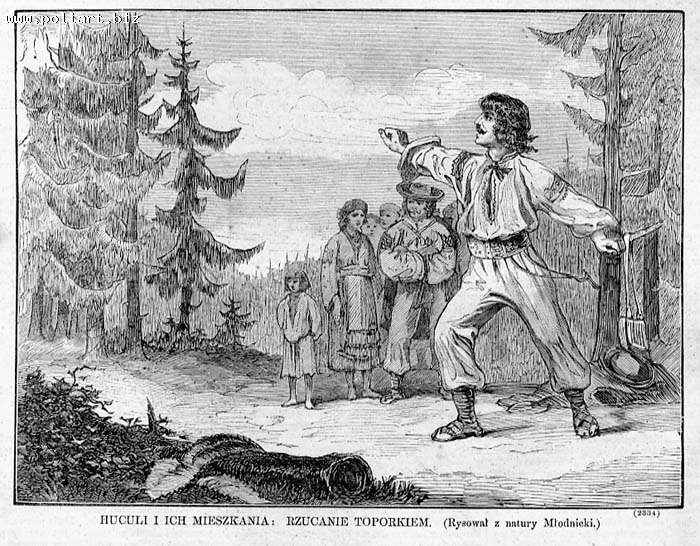
Метання топірця